# Masayoshi Ohira
Masayoshi Ohira (Japans: 大平正芳, Ohira Masayoshi) (Kanonji (Kagawa), 12 maart 1910 – Minato (Tokio), 12 juni 1980) was een Japans politicus van de Liberaal-Democratische Partij (LDP). Hij was premier van Japan van 1978 tot 1980.
Ohira was van 1952 tot 1980 lid van het Lagerhuis en diende als partijleider van de LDP van 1978 tot 1980. Hij was secretaris-generaal van het kabinet in de kabinetten-Ikeda I en II van 1960 tot 1962, minister van Buitenlandse Zaken in de kabinetten-Ikeda II en III van 1962 tot 1964 en in de kabinetten-Kakuei Tanaka I en II van 1972 tot 1974, minister van Economische Zaken in het kabinet-Sato II van 1968 tot 1970 en minister van Financiën in de kabinetten-Kakuei Tanaka II en Miki van 1974 tot 1976.
Ohira overleed onverwachts op 12 juni 1980 in Minato, Tokio op 70-jarige leeftijd, hij was op dat moment pas 1-jaar premier.
Ito Hirobumi · Kuroda Kiyotaka · Sanetomi Sanjo · Yamagata Aritomo · Matsukata Masayoshi · Ito Hirobumi · Kuroda Kiyotaka · Matsukata Masayoshi · Ito Hirobumi · Okuma Shigenobu · Yamagata Aritomo · Ito Hirobumi · Saionji Kinmochi · Katsura Tarō · Saionji Kinmochi · Katsura Tarō · Saionji Kinmochi · Katsura Tarō · Yamamoto Gonnohyōe · Ōkuma Shigenobu · Terauchi Masatake · Hara Takashi · Uchida Kosai · Takahashi Korekiyo · Katō Tomosaburō · Uchida Kosai · Yamamoto Gonnohyōe · Kiyoura Keigo · Katō Takaaki · Wakatsuki Reijirō · Tanaka Giichi · Osachi Hamaguchi · Kijūrō Shidehara · Osachi Hamaguchi · Wakatsuki Reijirō · Inukai Tsuyoshi · Takahashi Korekiyo · Saitō Makoto · Keisuke Okada · Fumio Gotō · Keisuke Okada · Kōki Hirota · Senjūrō Hayashi · Fumimaro Konoe ·
Hiranuma Kiichirō · Nobuyuki Abe · Mitsumasa Yonai · Fumimaro Konoe · Hideki Tojo · Kuniaki Koiso · Kantarō Suzuki · Prins Higashikuni Naruhiko · Kijūrō Shidehara · Shigeru Yoshida · Tetsu Katayama · Hitoshi Ashida · Shigeru Yoshida · Ichirō Hatoyama · Tanzan Ishibashi · Nobusuke Kishi · Tanzan Ishibashi · Nobusuke Kishi · Hayato Ikeda · Eisaku Satō · Kakuei Tanaka · Takeo Miki · Takeo Fukuda · Masayoshi Ōhira · Masayoshi Ito · Zenko Suzuki · Yasuhiro Nakasone · Noboru Takeshita · Sōsuke Uno · Toshiki Kaifu · Kiichi Miyazawa · Morihiro Hosokawa · Tsutomu Hata · Tomiichi Murayama · Ryutaro Hashimoto · Keizo Obuchi · Mikio Aoki · Keizo Obuchi · Yoshiro Mori · Junichiro Koizumi · Shinzo Abe · Yasuo Fukuda · Taro Aso · Yukio Hatoyama · Naoto Kan · Yoshihiko Noda · Shinzo Abe · Yoshihide Suga · Fumio Kishida ·  Shigeru Ishiba
- Bibliothèque nationale de France: cb12241872x (data)
- Gemeinsame Normdatei: 119037718
- International Standard Name Identifier: 0000 0000 8396 7735
- Library of Congress Control Number: n79127099
- National Archives and Records Administration: 10581360
- Bibliotheek van het Japanse parlement: 00058720
- Nationale Bibliotheek van Israël: 987007300755905171
- Nationale Bibliotheek van Polen: a0000003067797
- Nederlandse Thesaurus van Auteursnamen: 293017743
- Système universitaire de documentation: 031230385
- Virtual International Authority File: 79081775
- WorldCat: E39PBJbGVJykwB9JY63CbVkMT3